# Джон Генслі
Джон Картер Генслі (англ. John Carter Hensley; нар. 29 серпня 1977, Гайден, Кентуккі) — американський актор.
Кар'єру актора розпочав 1999 року, найвідоміша роль — Метт Макнамара в «Частинах тіла» (телесеріал каналу FX).

## Основна фільмографія
- 2006 — П'ятдесят таблеток
- 2008 — Затвір
- 2011 — Гостел 3 (Hostel: Part III)
- 2014 — Торговий центр (Mall)
- 2000 — Madigan Men (серіал)
- 2001—2002 — Відьомський клинок (Witchblade)
- 2003—2010 — Частини тіла
- 2017—2019 — Як уникнути покарання за вбивство